# Juana Arce
Juana Arce Molina nació en Albacete en 1935 Licenciada en Filosofía y Letras. Se incorporó a la actividad política como Senadora por el Partido Popular en el Grupo Parlamentario de Unión de Centro Democrático (UCD) en la Legislatura Constituyente y posteriormente fue diputada por en la I Legislatura.

## Biografía
Estudió bachillerato en el Colegio María Inmaculada de Albacete y cursó la carrera de Filosofía y Letras en la Universidad de Albacete y en la de Madrid donde obtuvo la licenciatura de Filología Inglesa. Desde 1960 se dedicó a la enseñanza de idiomas impartiendo español para extranjeros, actividad que continuó tras su experiencia política. En una de estas clases conoció a su marido, Eduardo Winkels, con quien tuvo 3 hijos. 
En 1977 se convirtió en la primera Senadora por Albacete en la Legislatura Constituyente, y posteriormente fue Diputada en la I Legislatura por el Partido Popular en el Grupo Parlamentario de UCD. En su época de senadora fue miembro titular de la Diputación Permanente del Senado, Vocal de la Comisión de Peticiones, Vocal de la Comisión Especial de Investigación sobre la situación de establecimientos penitenciarios y Vocal de la Comisión Especial sobre la situación del niño, además de Secretaria del Grupo Parlamentario de UCD.
Según el libro "Las mujeres parlamentarias en la legislatura constituyente", fue su inquietud por los problemas sociales lo que le llevó a introducirse en política durante la Transición Política.